# Espèce cryptogénique
Pour les articles homonymes, voir Cryptogénique.
Ne doit pas être confondue avec une espèce cryptique et un cryptogène (en).
Une espèce est dite cryptogénique (ou cryptogène) quand on ignore ou ne peut déterminer avec certitude son aire de répartition d'origine. Cette dernière étant souvent modelée par les activités humaines, on ne peut pas dire s'il s'agit d'une espèce autochtone ou allochtone d'un territoire donné. Cela peut s'expliquer par une mauvaise documentation sur la distribution naturelle historique d'une espèce. Dans certains cas, la découverte de la présence d'une taxon dans une nouvelle localité pose le problème de savoir s'il s'agit d'une espèce indigène rare (dont la présence est passée inaperçue jusqu'à sa récente découverte) ou si elle a récemment envahi cette même localité,.